# Liste des ministres sud-africains de l'Environnement
Le ministère de l'Environnement en Afrique du Sud est compétent en matière d'écologie et des sujets relatifs au changement climatique.

## Évolution administrative récente
Entre 1994 et 2009, l'administration chargée de l'environnement était le Département des affaires environnementales et du tourisme (DEAT). En mai 2009, en conséquence de la formation du gouvernement Zuma créant un ministre du Tourisme à part entière, le DEAT a été scindé en deux à la suite de la redéfinition de ses compétences : 
- l'environnement relevant dorénavant du nouveau ministère de l'Eau et des Affaires environnementales a été fusionné avec une partie de l'ancien département de l'eau et des forêts pour former le nouveau Département de l'eau et des affaires environnementales ;
- la partie forêt n'a pas été intégrée à ce ministère mais à celui de l'Agriculture ;
- les fonctions résiduelles du DEAT ont été intégrées dans le nouveau département du tourisme.

En 2014, le ministère de l'eau et de l'environnement s'est recentré sur l'écologie laissant la gestion de l'eau à un ministère de l'eau autonome. En 2019, dans le second gouvernement Ramaphosa, le ministère a fusionné avec celui des forêts et des pêches. 

## Liste des ministres de l'Environnement
| Titre                                                                              | Ministre                | Dates                                | Gouvernements   |
| ---------------------------------------------------------------------------------- | ----------------------- | ------------------------------------ | --------------- |
| Ministre de la Planification, de l'Environnement et des Statistiques               | Jannie Loots            | décembre 1973 - 23 janvier 1976      | Vorster (NP)    |
| Ministre de la Santé,, de la Planification, de l'Environnement et des Statistiques | Schalk van der Merwe    | janvier 1976 - 20 novembre 1978      | Vorster (NP)    |
|                                                                                    | Chris Heunis            | 20 novembre 1978 - 1er février 1979  | Botha (NP)      |
| Ministre de l'Environnement, de la Planification et de l'Énergie                   | Chris Heunis            | 1er février 1979 - 20 juin 1979      | Botha (NP)      |
| Ministre de l'Environnement, de la Planification et de l'Énergie                   | Frederik de Klerk       | 20 juin 1979                         | Botha (NP)      |
| Ministre des Mines, de l'Environnement et de l'Énergie                             | Frederik de Klerk       | mars 1979                            | Botha (NP)      |
| Ministre de l'Eau, des Forêts et de la Conservation de l'environnement             | Abraham Raubenheimer    | avril 1980                           | Botha (NP)      |
| Ministre de l'Eau, des Forêts et de la Conservation de l'environnement             | Cornelis van der Merwe  | avril 1981                           | Botha (NP)      |
| Ministre de l'Environnement                                                        | Cornelis van der Merwe  | avril 1982                           | Botha (NP)      |
| Ministre de l'Environnement et de la Pêche                                         | Sarel Hayward           | juin 1983                            | Botha (NP)      |
| Ministre de l'Environnement                                                        | Sarel Hayward           | 1984                                 | Botha (NP)      |
| Ministre de l'Environnement et du Tourisme                                         | John Wiley              | 16 septembre 1984 - 31 décembre 1985 | Botha (NP)      |
| Ministre de l'Environnement et de l'Eau                                            | John Wiley              | 1986-29 mars 1987                    | Botha (NP)      |
| Ministre de l'Environnement et de l'Eau                                            | G. J. Kotzé             | 31 mai 1987-12 novembre 1990         | Botha (NP)      |
| Minister de l'Éducation nationale et de l'Environnement                            | Louis Pienaar           | 12 novembre 1990 - 1er juin 1992     | de Klerk (NP)   |
| Ministre de l'Intérieur et de l'Environnement                                      | Louis Pienaar           | 1er juin 1992-1er avril 1993         | de Klerk (NP)   |
| Ministre des Affaires environnementales et de l'Eau                                | J. A. van Wyk           | 1er avril 1993 - 31 décembre 1993    | de Klerk (NP)   |
| Ministre des Affaires environnementales, de l'Eau et de la Forêt                   | J. A. van Wyk           | 31 décembre 1993 - 11 mai 1994       | de Klerk (NP)   |
| Ministre des Affaires environnementales et du Tourisme                             | Dawie de Villiers       | 11 mai 1994-30 juin 1996             | Mandela (ANC)   |
| Ministre des Affaires environnementales et du Tourisme                             | Pallo Jordan            | 30 juin 1996- juin 1999              | Mandela (ANC)   |
| Ministre des Affaires environnementales et du Tourisme                             | Valli Moosa             | juin 1999 - avril 2004               | Mbeki (ANC)     |
| Ministre des Affaires environnementales et du Tourisme                             | Marthinus van Schalkwyk | 29 avril 2004 - 24 septembre 2008    | Mbeki (ANC)     |
| Ministre des Affaires environnementales et du Tourisme                             | Marthinus van Schalkwyk | 24 septembre 2008 - 10 mai 2009      | Motlanthe (ANC) |
| Ministre de l'Eau et de l'Environnement                                            | Buyelwa Sonjica         | 10 mai 2009- 1er novembre 2010       | Zuma (ANC)      |
| Ministre de l'Eau et de l'Environnement                                            | Edna Molewa             | 1er novembre 2010 -25 mai 2014       | Zuma (ANC)      |
| Ministre des affaires environnementales                                            | Edna Molewa             | 25 mai 2014-27 février 2018          | Zuma (ANC)      |
| Ministre des affaires environnementales                                            | Edna Molewa             | 28 février 2018 - 22 septembre 2018  | Ramaphosa (ANC) |
| Ministre des affaires environnementales                                            | Nomvula Mokonyane       | 22 novembre 2018 - 31 mai 2019       | Ramaphosa (ANC) |
| Ministre de l'environnement, des forêts et des pêches                              | Barbara Creecy          | 31 mai 2019 - 17 juin 2024           | Ramaphosa (ANC) |
| Ministre de l'environnement, des forêts et des pêches                              | Dion George             | 3 juillet 2024 -                     | Ramaphosa (ANC) |